# 江崎正
江崎 正 (えざき ただし、英: Tadashi Ezaki、1949年1月5日 -  ) は、兵庫県出身の元オートバイ・ロードレーサー。1975年の全日本ロードレース選手権125ccおよび1984年のTT-F3クラスチャンピオン。

## 経歴
10代のころから片山義美の「神戸木の実レーシング」に所属。毛利良一や片山敬済はこの頃からの仲間である。
1970年代より長らく125ccのスペシャリストとしてヤマハのタイトル獲得に貢献し、1984年からはヤマハの新プロジェクトである市販車ベースの400ccマシン「FZR」で参戦するため、TT-F3クラスへとカテゴリーを転向。この新型車両の開発に持てる能力を注ぎ、シリーズタイトルを獲得した。
1986年シーズンを最後にレーサーとしての第一線を離れ、引退後は神戸市灘区でオートバイショップ「アールテック EZAKI」を経営。

## FZR400でのTT-F3参戦

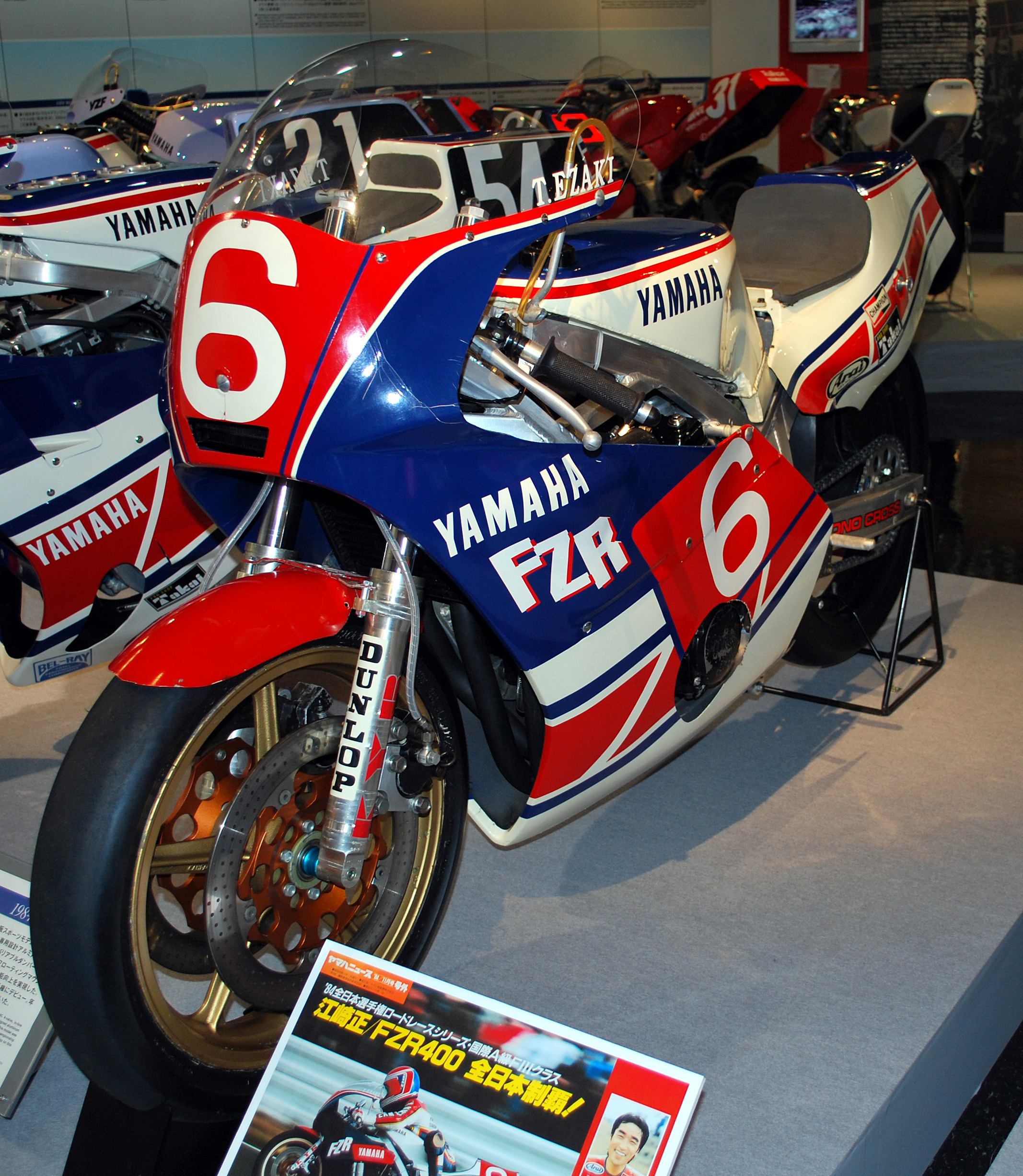
1984年のFZR400・江崎車

それまで江崎は2サイクルエンジンの125ccをメインに全日本選手権に参戦して来たが、ヤマハ側の方針により1984年から400ccの4サイクルエンジン搭載車両XJ400をベースとした「FZR」で全日本TT-F3クラスへ参戦する事になった。既に大ベテランとなっていたが、4サイクルエンジンでのレースは初めてであり、開幕戦の筑波大会では、「シーズン最終戦までに1勝できたら上出来だと思っていたし、最初は最後尾を走るくらい苦戦するかもしれない、とか、まともに走れるかな？とかそんな心配もしていた。」と江崎は心境を述懐している。ヤマハ直々のプロジェクトではあるが、このF3クラスの新マシンを設計・熟成するスタッフはレース専門部隊の研究課（ワークス・チーム）のスタッフではなく、ヤマハ市販車車両の設計スタッフ8人ほどが集められ、次期市販車FZ400R（1984年5月販売開始）の設計にこの経験を活かす事が主眼のプロジェクトであった。よって、レース経験のない市販車畑のエンジニアによる「レース素人集団」が作った車両を、江崎の経験でレースに勝てるマシンへと短期で開発する必要があった。
開幕戦の時点ではモリワキやヨシムラといった実績あるコンストラクターによる完成されたF3マシンをうらやましげに眺めていたヤマハのエンジニアたちも、第4戦鈴鹿で想定より早く江崎が勝利を挙げたことで自信をつけた。江崎+ヤマハエンジニアのF3参戦チームは、ヤマハの純ワークスマシンのチームと見られることが多かったが、実際は少数のスタッフでレースを学習しながら成長する1年を過ごしたチームで、「江崎がいなかったらこんなに早く勝てるマシンにならなかった」「江崎の納得できるマシンを早く作らなければ、そしてそこで蓄積したものを市販車の開発に活かしたい。」という市販車設計チームによって獲得した1984年F3タイトルであった。江崎自身は125からF3へのコンバートを、「250や350にも乗ったことがあったけど全部2サイクル車で、4サイクルは初めてなのでずいぶんと戸惑いもあった。マシン側は鈴鹿で初めて勝ったころにだいぶ煮詰まってきたけど、その辺からタイムをつめていくのがしんどくなって、今度はライダー側が4サイクル特有のものに慣れていく番になった。シーズン前半はマシンが開発途上で全力で行くどころではなくて、戦闘力がアップしてきたシーズン後半はタイトルが見えてきて、全力で行って転んでチャンピオンを逃すわけにはいかないという、どうも全力を出し切ったという感じがあまりないシーズンになった。そのレース内容は今ひとつだったが、鈴鹿でシーズンの早い段階でこのマシンが1勝できたというのが大きかった。」と証言する。
また、それまでの125ccでのタイトル争いとは違ったプレッシャーがあったと述べており、「125ccの時はタイトル取れなかったら取れなかったで、会社の営業面（売り上げ）に直接違いが現れるという事でもないしやり切った満足感があった。でもF3の400ccは結果が一番。会社の期待も1回の優勝より年間チャンピオンを望んでいると感じたし、84年はずいぶん考えて走った。17年レースやってきて、こんなに胸の中に大きく残ったのは初めて。」と実感を述べている。

## レース戦歴

### 全日本ロードレース選手権
| 年     | チーム       | マシン                                | 区分    | クラス | 1       | 2     | 3     | 4       | 5     | 6     | 7       | 8     | 9       | 10    | 順位 | ポイント |
| ------ | ------------ | ------------------------------------- | ------- | ------ | ------- | ----- | ----- | ------- | ----- | ----- | ------- | ----- | ------- | ----- | ---- | -------- |
| 1980年 | チームカナヤ | ヤマハ・                              | 国際A級 | 125cc  | TSU     | SUG 1 | SUZ   | TSU     | SUZ   | TSU   | SUG     | TSU   | SUZ 1   |       | 7位  | 33       |
| 1981年 | チームカナヤ | ヤマハ・                              | 国際A級 | 125cc  | TSU     | SUZ   | TSU   | SUZ     | SUG 2 | SUZ 3 | TSU 1   | SUG 1 | SUZ Ret |       | 5位  | 52       |
| 1982年 | チームカナヤ | ヤマハ・                              | 国際A級 | 125cc  | SUZ 3   | TSU 1 | SUZ   | SUG     | SUZ 4 | TSU 2 | TSU 1   | SUG   | SUZ     |       | 4位  | 60       |
| 1983年 | チームカナヤ | ヤマハ・TZ125R                        | 国際A級 | 125cc  | TSU Ret | SUZ 1 | TSU 3 | SUG 1   | SUZ 1 | TSU   | SUG 6   | SUZ   |         |       | 4位  | 60       |
| 1984年 | チームカナヤ | ヤマハ・FZR400 (エントリー名はXJ400Z) | 国際A級 | TT-F3  | TSU 8   | SUG 5 | SUZ 1 | TSU 2   | SUG 3 | SUZ 4 | TSU Ret | SUG 4 | SUZ 4   | TSU 7 | 1位  | 120      |
| 1985年 | チームカナヤ | ヤマハ・FZR400                        | 国際A級 | TT-F3  | TSU 5   | SUZ 2 | TSU   | SUG Ret | SUZ   | TSU - | SUG 3   | TSU C | SUG     | SUZ   | 10位 | 43       |
| 1986年 | チームカナヤ | ヤマハ・FZR400                        | 国際A級 | TT-F3  | SUG     | SUZ   | TSU   | SUG     | TSU   | TSU   | SUG     | SUZ   |         |       | NC   | 0        |

- 太字はポールポジション、斜字はファステストラップ